# Željka
Željka je žensko osebno ime.

## Različice imena
- Željana, Željanka, Željkica, Želka, Želimira
- sorodno unikatno ime Deziderija

## Izvor imena
Ime Željka je skrajšana oblika ali tvorjenka s pripono na -ka iz imena Želimira, ki je izpeljano iz moškega imena Željko.

## Pogostost imena
Po podatkih SURS-a je bilo na dan 31. decembra 2007 v Sloveniji 308 oseb z imenom Željka. To ime je po pogostosti uporabe zavzemalo 336. mesto. Ostale oblike imena, ki so bile na ta dan še v uporabi: Željana (28).

## Osebni praznik
V koledarju je Željka tako kot Željko uvrščena k imenu Dezider, ki god praznuje 8. maja ali pa 23. maja. Dezider je bilo ime dvema škofoma in mučencema. Prvi, ki je umrl 23. maja je bil škof  francoskega mesta Langres v 4. stoletju, drugi, ki je bil škof v mestu Bourges v 6. stoletju je umrl 8. maja.